# Livistona australis
Livistona australis là loài thực vật có hoa thuộc họ Arecaceae. Loài này được (R.Br.) Mart. mô tả khoa học đầu tiên năm 1838. Nó là một loài cọ cao, ốm phát triển đến chiều cao 25 m và đường kính thân 0.35 m.

## Hình ảnh

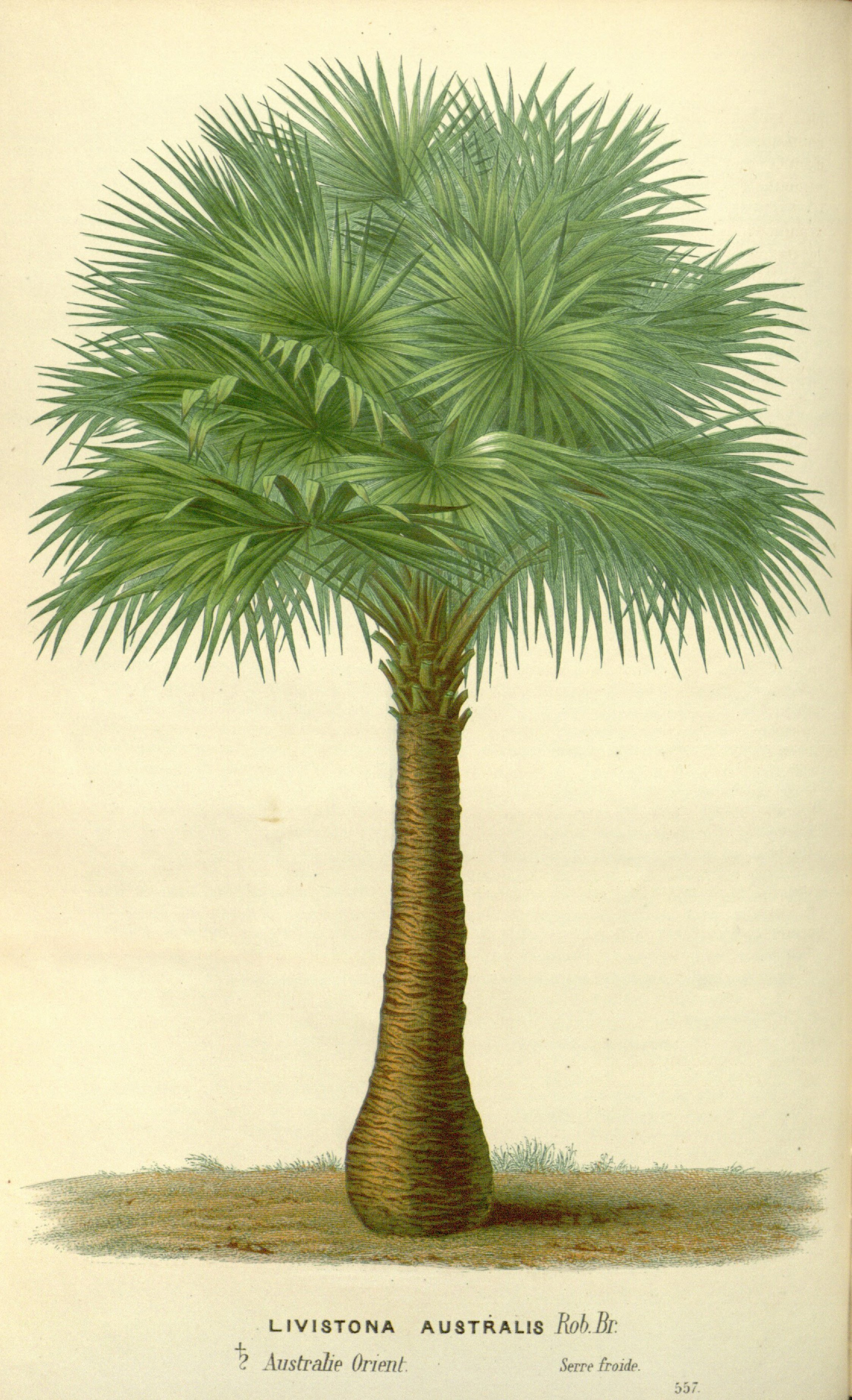
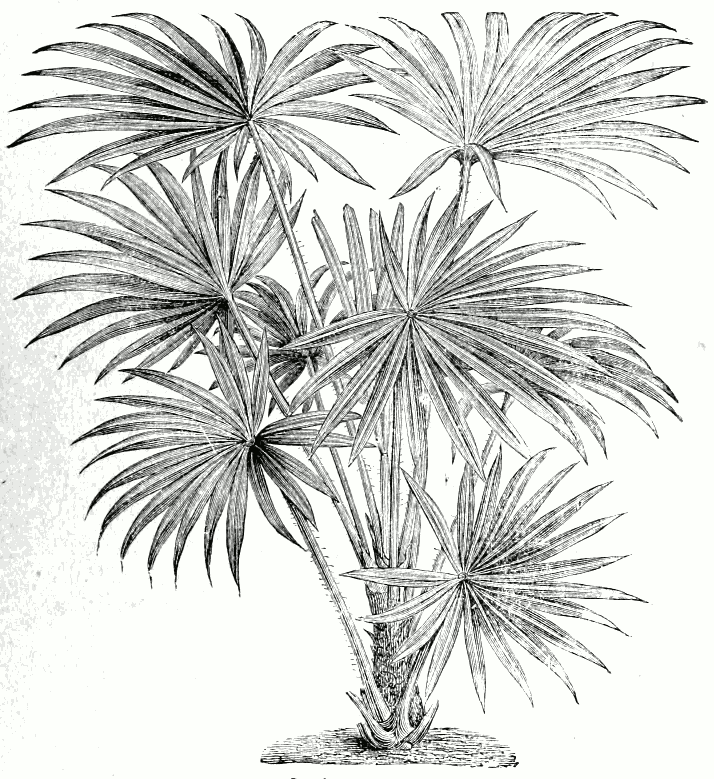
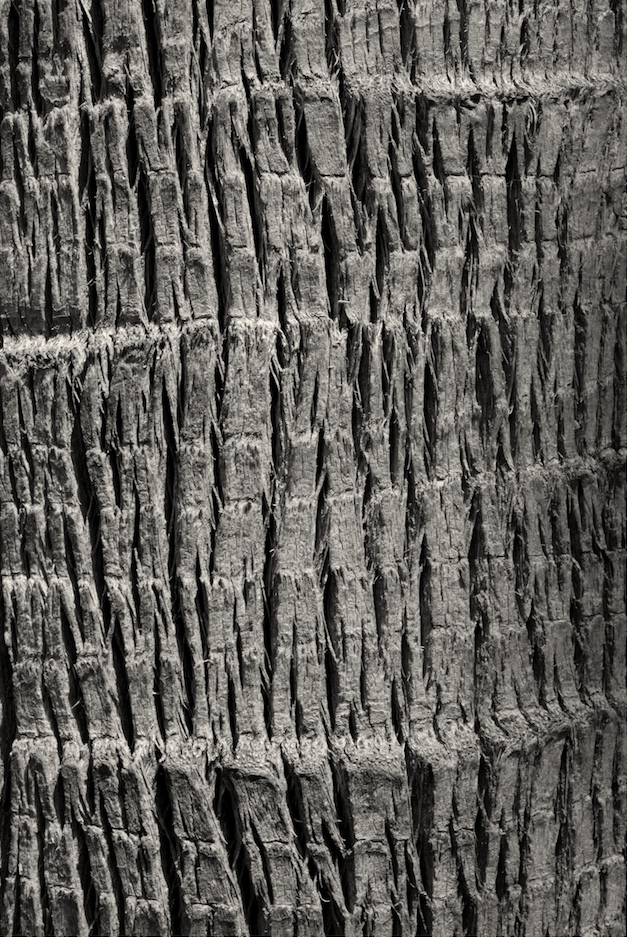
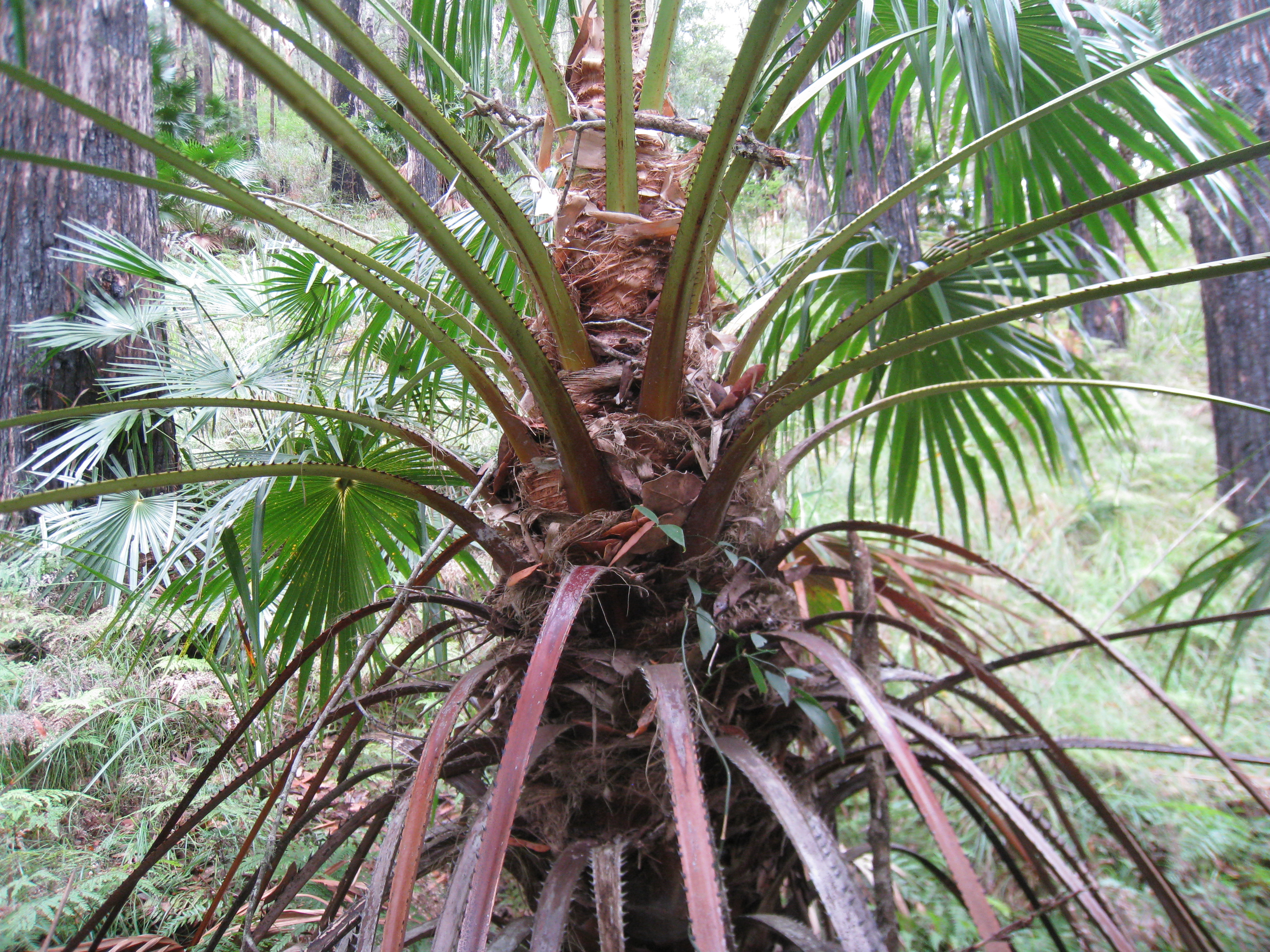